# Notes et contre-notes

Notes et contre-notes est un ouvrage d'Eugène Ionesco rassemblant des textes très divers qui répondent aux critiques des contemporains et livrent les principes de son art dramatique. 
L'ouvrage comprend différentes parties : L'auteur et ses problèmes; Expérience du théâtre; Controverses et témoignages; Mes pièces; Vouloir être de son temps c'est déjà dépassé. 
Essai paru initialement en 1962. Une nouvelle édition augmentée parait en 1966 (Gallimard, Collection Idées, no 107), Réédité en 1991 : Gallimard, (Folio)  (ISBN 978-2070326310).